# Виноградов, Венедикт Степанович
Венеди́кт Степа́нович Виногра́дов (11 июля 1925 — 15 августа 2009) — советский и российский лингвист, доктор филологических наук, профессор кафедры иберо-романского языкознания филологического факультета МГУ. Член Союза писателей (1973), прозаик, известный переводчик испаноязычной литературы.
Член правления Международной федерации ассоциаций испанистов и преподавателей испанского языка (1990), член правления Азиатской ассоциации испанистов (1982), член Ассоциации исследователей творчества Сервантеса (1991); вице-президент общества «Россия — Испания» (ранее «СССР — Испания», 1982), сопредседатель ассоциации испанистов России (1994).

## Биография
Родился в Ленинграде 11 июля 1925 года в семье рабочего обувной фабрики «Скороход». В период Великой Отечественной войны 1941—1945 пережил блокаду Ленинграда, с 1943 года воевал на Ленинградском фронте.
В 1952 году окончил 1-й Ленинградский государственный педагогический институт иностранных языков. Ученик академика Г. В, Степанова. С 1956 года — кандидат филологических наук (диссертация «Фразеологические сочетания типа „прямо-переходный глагол + предлог + существительное“ в испанском языке»).
С 1966 года доцент кафедры романских языков МГУ. В 1971 году преподавал в университете Монтевидео. В 1972—1979 годах — заместитель декана филологического факультета МГУ по работе с иностранными учащимися. С 1976 — доктор филологических наук (« „Лексические вопросы перевода художественной прозы“»); с 1978 — профессор филологического факультета МГУ.
В 1978—1995 годах — основатель и заведующий кафедрой иберо-романского языкознания (до 1989 — кафедра испанского и португальского языков) филологического факультета МГУ. В 1979—1984 годах работал советником посольства СССР в Испании.
Член специализированных советов по защите докторских диссертаций при МГУ (председатель, 1991), Российском университете дружбы народов (1992) и кандидатских при Московском государственном лингвистическом университете (1989—1991).
Входил в состав редколлегии журнала «Филологические науки» и редакционного совета «Вестника МГУ» (Серия «Филология»).

## Научная и педагогическая деятельность
Область научных исследований: испанская грамматика, лексикология и литература, теория перевода и сопоставительная лингвистика.
Существенным вкладом в отечественную лингвистику является предложенная В. С. Виноградовым система анализа информационного объёма слова, установление межъязыковых реляционных категорий, выявление некоторых закономерностей переводческих соответствий и способов передачи лексических реалий в переводе, систематизация и описание испанского грамматического и лексического материалов в учебных целях.
На филфаке МГУ В. С. Виноградов вёл практические занятия по испанскому языку, читал общие и специальные курсы: «Теория испанского языка», «Теоретическая грамматика испанского языка», «Лексикология испанского языка», «Стилистика испанского языка», «Фразеология испанского языка», «Сопоставительная грамматика испанского и русского языков», «Основы общей теории перевода», «Испанская литература 19-20 веков». Руководил спецсеминарами «Основы перевода художественной прозы», «Анализ художественного текста», «Язык романа Сервантеса „Дон Кихот“», «Лингвострановедение».
За рубежом читал курсы лекций по теории перевода в университетах Уругвая (1971) и Испании (1981). В разные годы выступал с лекциями во многих странах Латинской Америки и в Испании.
В последние годы читал курс лекций «Теория испанского языка (лексикология)», спецкурс «Введение в испанистику» и вёл семинары по художественному переводу и лингвокультурологическому анализу испанской фразеологии.
Подготовил более сорока кандидатов наук. Опубликовал более 100 научных работ и около 30 художественных переводов романов, повестей и подборок рассказов латиноамериканских и испанских авторов. Общий тираж этих изданий превышает 2 миллиона экземпляров.
Также являлся автором первого телевизионного курса испанского языка, который передавался в СССР по союзному телевидению в 1976—1978 годах.

## Награды и премии
- Награждён орденом Отечественной войны 2-й степени (1985), 12 медалями, в том числе «За оборону Ленинграда» (1943), и 4 почётными знаками.
- Удостоен почётного звания «Заслуженный профессор МГУ» (1996).
- Заслуженный деятель науки Российской Федерации (2005).
- Премия имени М. В. Ломоносова за педагогическую деятельность (2002).

## Основные работы
- Грамматика испанского языка: практический курс. М.: Высшая школа, 1965.
  - 2-е изд. 1978.
  - 3-е изд. 1990.
  - 4-е изд. 2001.
  - 5-е изд. 2003.
  - 6-е изд. 2004.
  - 8-е изд. 2006.
  - Грамматика испанского языка. М., 2017. — 432 с. — ISBN 978-5-98227-914-9.
- Сборник упражнений по грамматике испанского языка. М.: Высшая школа, 1969.
  - 7-е изд. 2006.
  - Сборник упражнений по грамматике испанского языка: учебное пособие. М., 2015. — 380 с. — ISBN 978-5-98227-905-7.
- Лексические вопросы перевода художественной прозы. М.: Изд-во МГУ, 1978.
- Сопоставительная морфология русского и испанского языков. М.: Русский язык, 1986 (в соавт. с И. Г. Милославским).
- Теория и практика перевода. Учебное пособие. Киев, 1993 (в соавт.).
- Курс лексикологии испанского языка. М.: Высшая школа, 1994.
- Лексикология испанского языка. Теоретический курс. М: Высшая школа, 1995.
  - 2-е изд. 2003.
  - Лексикология испанского языка: Учебник для вузов. М., 2015. — 246 с. ISBN 978-5-98227-683-4.
- «Введение в переводоведение» М., 2001.
- Перевод: общие и лексические вопросы. М., 2004.
  - 2-е изд. 2006.
  - Перевод. Романские языки: общие и лексические вопросы. Учебное пособие. М., 2014. — 238 с. — ISBN 978-5-98227-594-3.